# كفر السابي
قرية كفر السابى هي إحدى القرى التابعة لمركز شبراخيت في محافظة البحيرة في جمهورية مصر العربية. حسب إحصاءات سنة 2006، بلغ إجمالي السكان في كفر السابى 8225 نسمة، منهم 4303 رجل و3922 امرأة.